# Kloster Steinhaus

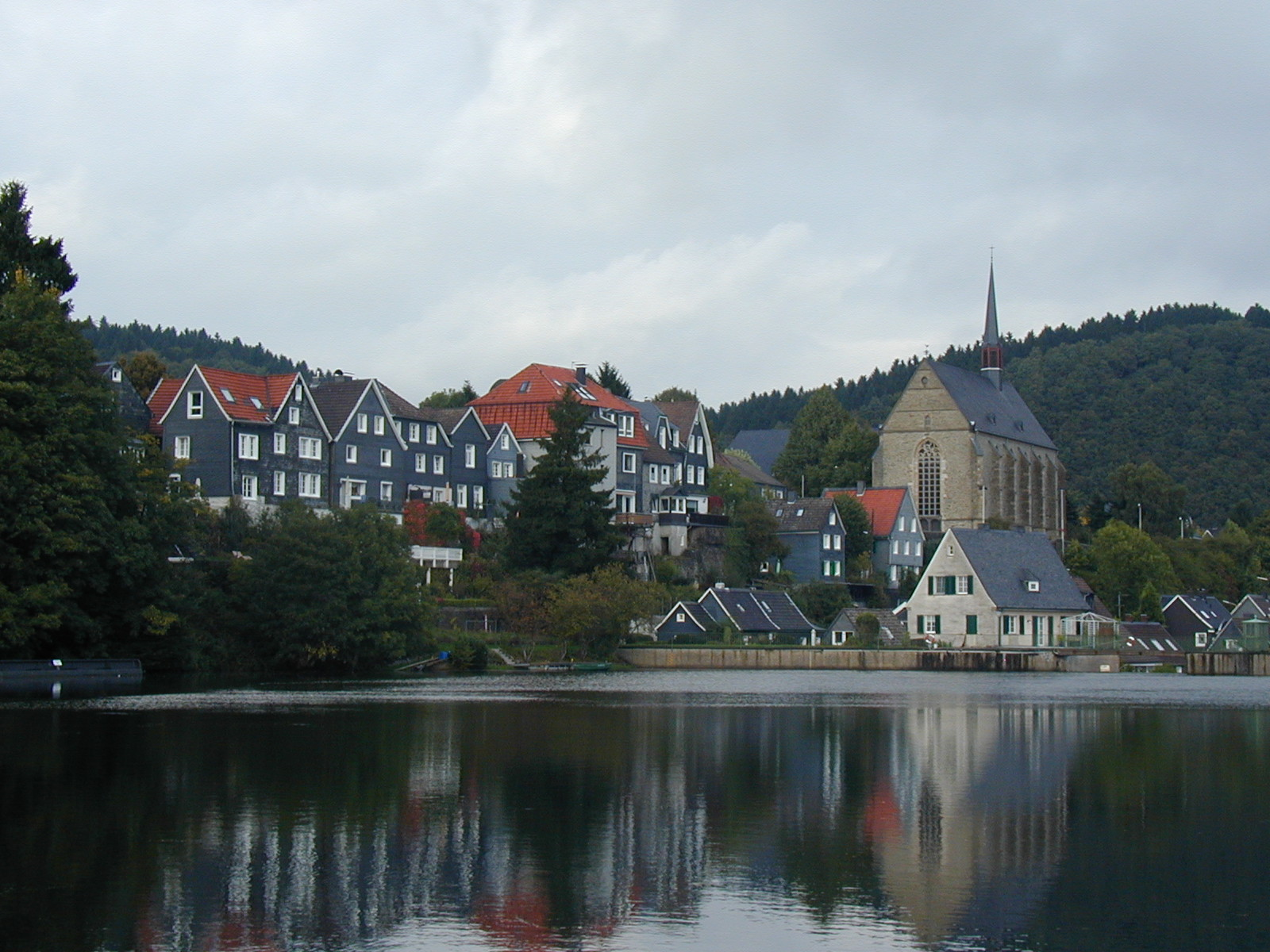
Beyenburg mit der Klosterkirche des Klosters Steinhaus

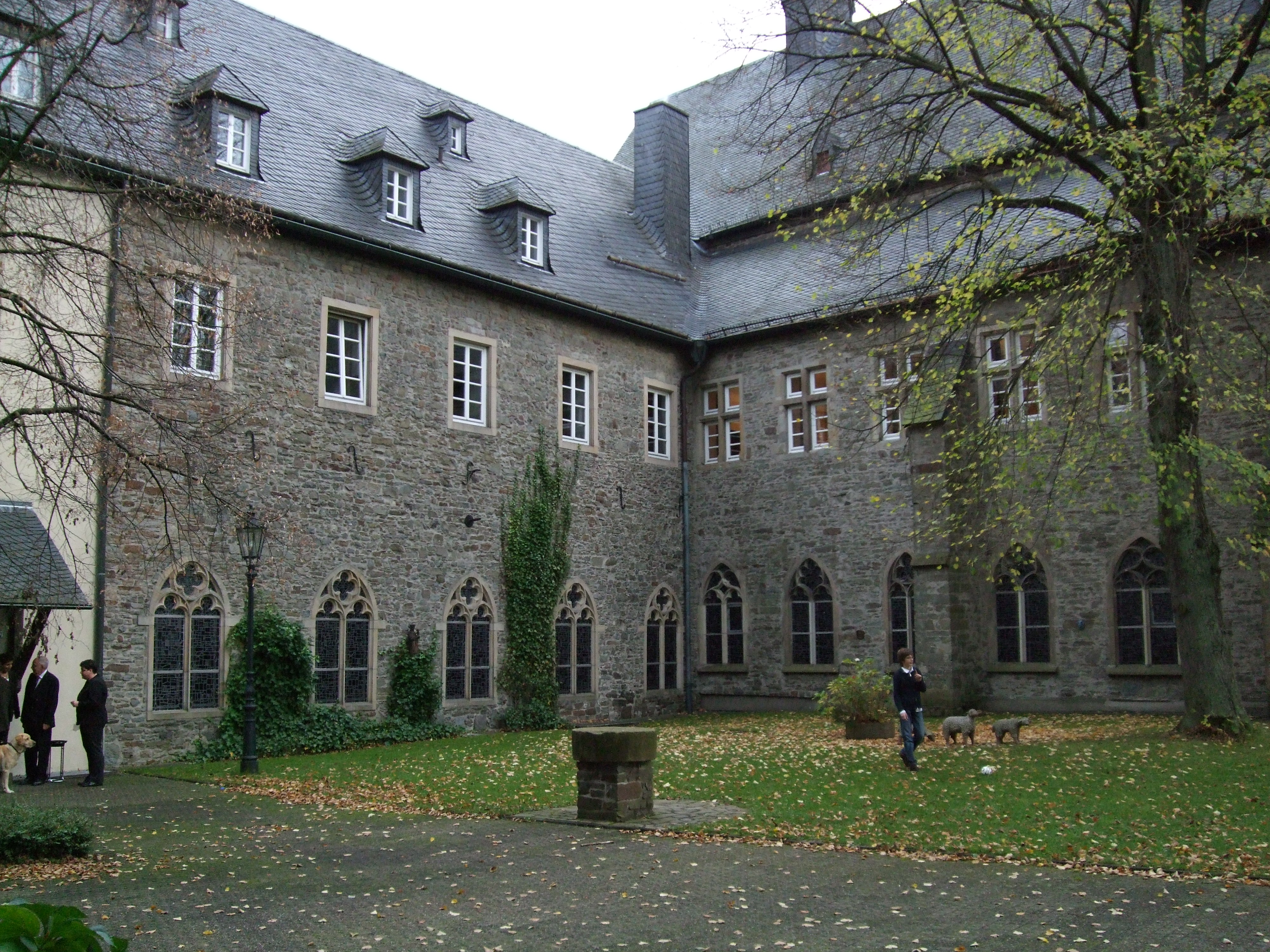
Innenhof

Das Kloster Steinhaus ist ein im Jahr 1298 gegründetes Kreuzherrenkloster im Wuppertaler Stadtteil Beyenburg, welches 1804 säkularisiert, im Jahr 1964 aber erneut geweiht wurde.

## Geschichte
Bereits vor 1296 erfolgte zugunsten des Kreuzherrenordens durch Graf Adolf V. von Berg († 1296) die Schenkung des nahen Oberhofs Steinhaus und der dazugehörigen Kapelle, die 1811 abgebrochen wurde. 1298 bestätigte sein Bruder Konrad I. von Berg, ehemals Dompropst und Archidiakon in Köln, mit Zustimmung seiner Mutter Margarete von Hochstaden die Schenkung seines verstorbenen Bruders. Diese Bestätigungsurkunde ist die erste schriftliche Erwähnung des Vorgangs.  1298 wurde hier ein Kreuzherrenkloster begründet, das erste Kloster Steinhaus. 
Da der Hof mit seiner Lage an der dortigen Hanse- und Heerstraße, dem Heerweg Köln–Dortmund, der zugleich Pilger- und Reiseweg war, für ein monastisches Leben nur wenig geeignet war, erweiterten die Grafen ihre Schenkung 1303/04 um den nahe gelegenen Beyenberg, auf dem neben dem neuen Kloster auch die 1336 erstmals erwähnte Burg Beyenburg errichtet wurde.
Die bis heute bestehende einschiffige spätgotische Klosterkirche St. Maria Magdalena wurde im Jahr 1485 errichtet. In der Folgezeit versah das Kloster die Seelsorge, die Schulbildung und die Armenpflege für die umliegenden Ortschaften.
Im Jahr 1804 erfolgte die Säkularisation des Klosters, während der die Güter verstaatlicht und die Bibliothek verbrannt wurde. Ein großer Teil der ehemaligen Klostergebäude wurde abgerissen. Im Jahr 1964 siedelte sich der Orden der Kreuzherren erneut in dem ehemaligen Kloster an. Heute stellt das Kreuzherrenkloster Steinhaus das einzige deutsche Kloster dieses Ordens dar.